# Јован Поповић Липовац
Јован Поповић Липовац (Грађани, 1856 — Париз, 1919) био је ађутант краља Николе, генерал руске војске, пјесник, путописац и преводилац.

## Биографија
Рођен је у племену Грађани 14. јуна 1856. године у породици Ђура-Ђорђа Поповића, свештеника. Био је познати ратник са балканског и руско-евроазијских ратних попришта, бригадир црногорске војске, ађутант краља Николе, генерал руске војске, пјесник, путописац и преводилац. О његовом јунаштву писали су и јапански листови, а посебно енглески „Дејли Њус" и „Хералд". У чланцима се истиче да је генерал Липовац за цијело вријеме Руско-јапанског рата био на најопаснијим позицијама и да су његови подвизи на многим бојиштима Европе и Азије временом прерасли у легенду, као и да је човјек изузетне интелигенције који поред српског језика говорио: руски, француски, енглески и италијански.
На једном мјесту се каже „Интересантно је виђети Липовца у униформи руског генерала, чије груди тада представљају јуначку изложбу са 33 ордена". Толико ратних одликовања тешко да је могао имати иједан његов савременик и изгледало је невјероватно да је имао чак и 4 ордена Ђорђијевског крста и то су истицали као „једини случај у Русији".
Јован Поповић-Липовац је умро у војној болници у Паризу 17. августа 1919. године. Његовој сахрани у Паризу, поред породице и пријатеља, су присуствовали: чланови краљевске породице Петровић-Његош, званични представници Краљевине Срба, Хрвата и Словенаца, представник царске Русије, представник француске војске и изасланик предсједника француске владе Клемансоа.
Глас Црногорца је 1898. године објавио писмо Јована Поповића Липовца, из Петрограда, који је био негирање лажи да је побјегао из Црне Горе.

## Лазар Томановић о Поповићу
Лазар Томановић је био гост у Грађанима код Јована Поповића Липовца, о чему је оставио путописни запис. Домаћин је свјетски образован, имућан, млад, неожењен. Од 12 мјесеци у години 10 живи у Москви, Петрограду и Паризу, а два у Грађанима, свом родном селу. Као пјесник би имао више успјеха да не води такав живот, тј. да се више посвети писању пјесама. На Томановића је највећи утисак оставила његова пјесма Манита матер, због које је стари лист Зета био забрањен у Аустрији. Јованов брат је био Петар. Липовчево вино је тада било најбоље у Црној Гори. На врху брда, који је скоро цијелога већ откупио, је направио кућу и около виноград. Јован је једноме сестрићу плаћао образовање. Као добровољац с Петроградског универзитета ушао је у руску војску и јунаштвом је стекао одликовање и посјед, који му је доносио 8000 рубаља годишње. У то је био почасни побочник књаза Николе. Томановић га је познавао из Задра, гдје је Липовац ишао у основну школу, а Томановић у гимназију. Он припада оним породицама што су прешле у Аустрију са Ђорђем Петровићем у вријеме књаза Данила. Стари брат Петар му је одржавао имање у Грађанима. За вино је био изграђен велики подрум.